# ウマル・カラバネ
ウマル・カラバネ（Oumar Kalabane, 1981年4月8日 - ）は、ギニア・コナクリ出身の同国代表サッカー選手。ポジションはディフェンダー。

## 経歴
2000年にチュニジアのエトワール・サヘルでプロキャリアをスタートさせ、2005年にフランスのAJオセールに移籍した。

## 代表歴
ギニア代表として2006年、2008年のアフリカネイションズカップに出場した。